# René Laurentin
René Laurentin (Tours, 19 de outubro de 1917 – Paris, 10 de setembro de 2017) foi um teólogo francês, doutor em Mariologia e reconhecido especialista no estudo de aparições marianas.
É irmão da jornalista Ménie Grégoire.
Foi autor de mais de 160 livros e 2.000 artigos de imprensa.
É considerado, por muitos, nec plus ultra em Mariologia católica.